# 三枝昌吉
三枝 昌吉（さいぐさ まさよし）は、戦国時代から江戸時代前期にかけての武将。甲斐武田氏、徳川氏の家臣。

## 生涯
天文19年（1550年）、三枝虎吉の子として誕生。
『甲陽軍鑑』『寛永諸家系図伝』などによれば、三枝氏は昌吉の父・虎吉が武田家の足軽大将、兄・昌貞（守友）は信玄の近習として仕えている。『寛政譜』によれば、天正3年（1575年）5月21日の長篠の戦いにおいて兄・昌貞が戦死し、昌貞の子・守吉が幼少であったため昌吉は陣代として家督を継ぐ。なお、長篠合戦では弟の昌次も戦死している。高野山の『甲州日牌帳ニ帳』によれば昌吉は昌貞の屋敷地である甲府の御前小路の屋敷を継承している。
昌吉と父の虎吉は天正10年（1582年）3月の織田信長の武田征伐で甲斐武田氏が滅亡した以後も存命し、信長没後の天正壬午の乱を経て甲斐を領した徳川家康に仕える。家康に対して提出した天正壬午起請文にも昌吉と同心42名が記載されており、昌吉はこの時点で「平右衛門尉」を名乗っている。なお、父の虎吉は昌貞の子・守吉と共に家康に出仕して初期の徳川四奉行の一人を務めており、守吉系と昌吉系で家が分かれている。虎吉は天正11年（1583年）5月14日に死去する。
『寛永伝』によれば以後も家康に従っており、『三河物語』によれば、天正13年（1585年）の第一次上田合戦にも参戦した。同年7月3日には高野山成慶院において父の昌吉と生母・山県氏の逆修供養（月牌供養）を行っている。文禄2年（1593年）3月3日には虎吉、同年7月21日には生母・山県氏、昌吉の娘の日牌供養を行っている。
天正18年（1590年）の徳川家康の関東移封にも随行し、昌吉は上野国那和において一万石を辞退したと言われ、下野国足利荘羽田（栃木県佐野市）に知行を与えられたと考えられている。文禄5年3月3日には高野山成慶院で自身の逆修供養（月牌供養）を行っており、慶長13年（1608年）7月21日には日牌供養に改める。
慶長5年（1600年）の関ヶ原の戦いでは、子・守昌と会津征伐に従軍した。大坂の陣では旗奉行を務めた。元和8年（1622年）、徳川忠長の寄騎となる。
寛永元年（1624年）6月9日に75歳で死去。